# Castillo de Alcalatén
El castillo de Alcalatén situado en el monte de San Salvador, en el término municipal de Alcora (Provincia de Castellón, España) es una fortaleza de arquitectura islámica con reformas de arquitectura medieval construida entre los siglos X y XIII.
Jaime I otorgó el castillo y el título de barón al caballero aragonés Ximén d'Urrea, en 1233, tras la conquista de la plaza de Borriana.
De planta triangular dispersa, tiene una superficie de 150 m cuadrados, recinto principal y rodeado por un camino de ronda, con aljibe y despoblado y poblado
En la parte más elevada se conservan dos muros formando ángulo recto rematados por almenas, continuados por dos torreones, uno circular al norte, y otro semicircular hacia el sur. Se conoce una tercera torre de la que solo restan cascotes del derribo llevado a cabo en el siglo XV. La zona este está completamente arrasada. A los pies de la alcazaba se conserva un aljibe de forma rectangular, con fábrica de argamasa y piedras, que configura un recinto de 4 x 10 metros aproximadamente. La fábrica del conjunto es de mampostería.
Su entrada se efectúa por mediodía, con dos torres circulares y cubos y muralla almenada tipo "barbacana".